# Cooperação militar entre a Bielorrússia e a Venezuela
A cooperação militar entre a Bielorrússia e a Venezuela começou sob o presidente Hugo Chávez.
Em 8 de dezembro de 2007, em Caracas, foi assinado um acordo sobre a criação de um sistema unificado de defesa aérea e guerra eletrônica por especialistas militares Bielorrussos na Venezuela. Em 2008, dez conselheiros militares das Forças Armadas bielorrussas chegaram ao país latino-americano. Mais tarde, esse número aumentou. O grupo foi liderado pelo general Oleg Paferov. Em 2013, os bielorrussos terminaram seu trabalho.
De 28 de março a 18 de abril de 2008, 16 funcionários do Grupo Alfa (agência de segurança do estado), das tropas internas do Ministério do interior da República da bielorrússia, do serviço de segurança do Presidente da República da Bielorrússia e da empresa a equipe esportiva do Dínamo partiu em uma expedição à Venezuela. O lema do evento é "Forças Especiais de Países amigos na luta contra o terrorismo internacional". Toda a expedição foi liderada por Andrei Krasovsky, chefe do centro de treinamento especial do Dínamo. As forças especiais realizaram um seminário de combate ao terrorismo, fizeram um curso de sobrevivência na selva e escalaram o Pico Bolívar em 11 de abril.
No período de 2008 a 2011, 10 lutadores DISIP/SEBIN visitaram a Bielorrússia e fizeram um curso de treinamento no centro de treinamento da Sociedade Esportiva Dínamo e na 5ª brigada especial separada.
Em 2006-2011, a República da Bielorrússia forneceu ativamente armas à Venezuela, incluindo o Pechora-2M bielorrusso-russo (modernização do S-125 ) e o sistema de defesa aérea Tor-M1.